# Andrzej Czekalski
Andrzej Czekalski est réalisateur et scénariste et auteur de textes de chansons polonais né le 19 mars 1930 à Varsovie.

## Biographie
Andrzej Czekalski est né le 19 mars 1930 à Varsovie, capitale de la Pologne.
En 1955, il est diplômé du département de réalisation de l'École nationale de cinéma de Łódź.
Il fait ses débuts au cinéma en tant que réalisateur associé dans le film L'Ombre sorti en 1956. Il a été second réalisateur dans 14 films.